# Bengt Fadersson (Sparre av Hjulsta och Ängsö)
Bengt Fadersson (Sparre av Hjulsta och Ängsö), var en svensk riddare och riksråd.

## Biografi
Bengt Fadersson (Sparre av Hjulsta och Ängsö) var en svensk riddare och riksråd.

### Egendom
Han ägde Ängsö slott i Ängsö socken.

### Familj
Bengt Fadersson var gift med Hillevi Axelsdotter (Brahe) (död 1503), dotter till danska riksrådet Axel Pedersen Brahe och Marine Tygedotter (Lunge). De fick tillsammans dottern Anna Bengtsdotter (Sparre av Hjulsta och Ängsö) (död 1561) som var gift med lagmannen Sten Turesson (Bielke). Efter Bengt Fadersson sdöd gifte Hillevi Axelsdotter om sig med Tönne Eriksson (Tott).